# Jenna Talackova
Jenna Talackova (Vancouver, 15 de outubro de 1988) é uma modelo transexual canadense. Foi candidata, pela cidade de Vancouver, no concurso para Miss Canadá em 2012, mas foi desclassificada do concurso para Miss Universo, em 2012, por ser transexual. Jenna Talackova conseguiu que seu caso fosse reconsiderado.